# Kyainseikgyi
Kyainseikgyi ((pwo de l'Est : လာ့တ်ုကဝ်သၞေဝ်ဖါဍောဟ်ဍုံကၞင့်; ; birman : ကြာအင်းဆိပ်ကြီးမြို့နယ်) est un village de Birmanie situé dans l'dans l'État de Kayin, autrefois appelé État Karen. Appartenant au district de Kawkareik, il est le chef-lieu du township de Kyain Seikgyi.

## Géographie

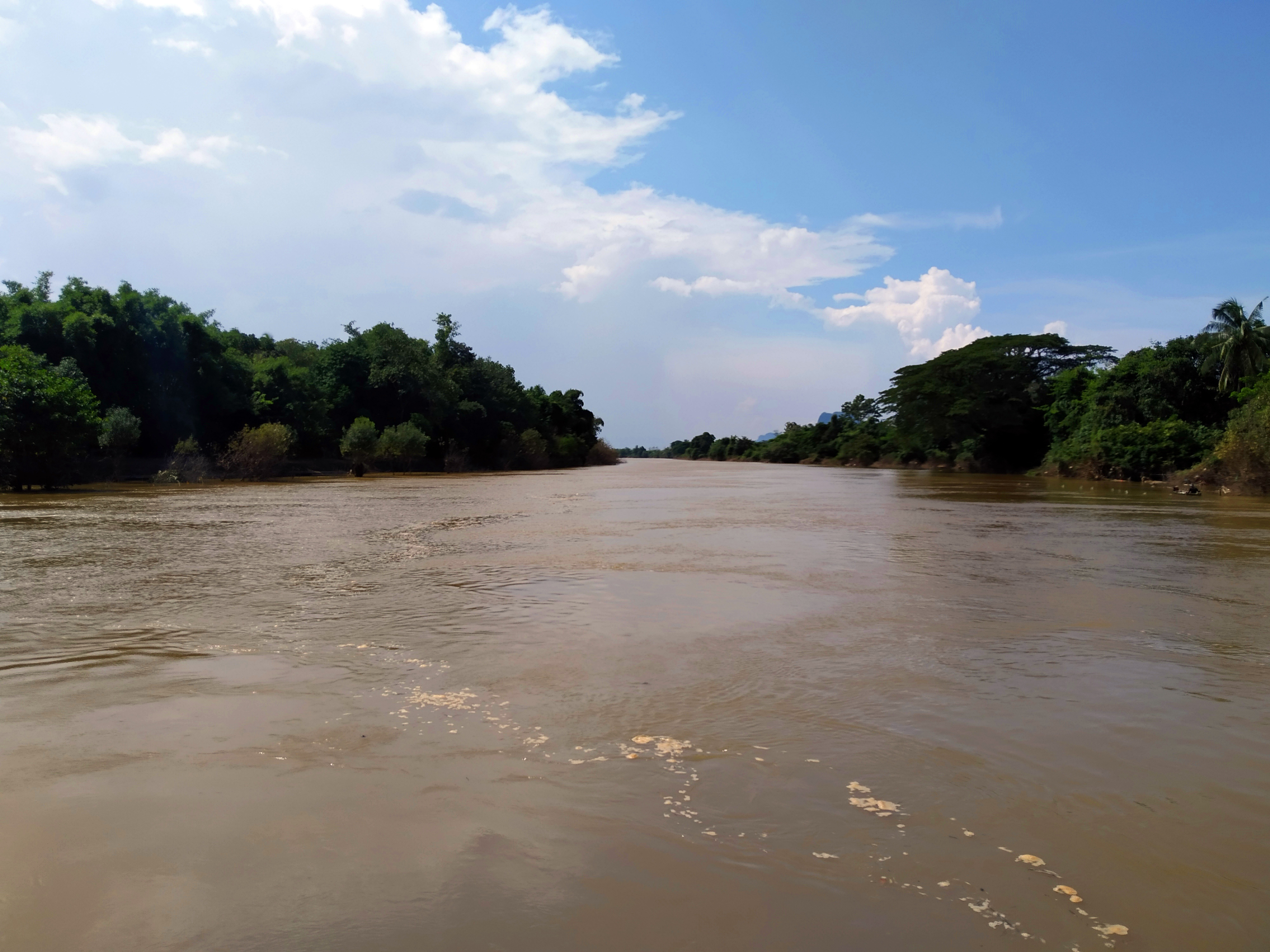
La rivière Zami.

Kyainseikgyi est traversé par la rivière Zami.